# 제1전차사단 (일본군)
전차 제1사단(일본어: 戦車第1師団 센샤 다이이치시단[*])은 일본 제국 육군의 4개 기갑사단 중 하나였다. 통칭호는 拓 たく[*]

## 역사
1938년 3월 1일, 전차 제3, 4연대를 묶어 제1전차단으로 편성되었다. 할힌골 전투에 참전하였다. 1940년 3월, 전차 제4연대는 제2전차단으로 전속하였다.
1942년 6월, 만주국 닝안시에서 전차 제1, 5, 9연대를 전속받아 편성된 전차 제1사단은 만주국군의 동쪽 국경 가까이에 배치되었다. 한 달뒤, 기갑군으로 전속하여 이듬해 1943년 10월 30일까지 소속부대로서 복무하였고, 기갑군이 폐지된 후에는 제1군으로 전속하였다.
1944년 3월, 전차 제9연대가 사이판에 있는 제43사단으로 전속하였고, 사이판 전투와 괌 전투를 거치면서 와해되었고, 전차 제3연대는 제11군에 전속하여 중일 전쟁에서 종군하였다. 사단의 두개 전차여단 본부는 폐지되고, 전차 제1,5연대이 다른 소속부대들처럼 사단 본부에 직접 편성되었다. 중국 대륙에 남은 사단은 이치고 작전으로 명명된 대륙타통작전에 참가하였다.
1945년 3월, 결호 작전에 따라 일본 열도로 건너가 제36군에 전속하였다. 일본 열도로 건너간 사단 사령부와 전차 제1연대는 사노, 전차 제5연대는 도치기현 오타와라시에 잠깐 있다가 사이타마현 가조정으로, 기동보병 제1연대와 기동포병 제1연대는 도치기시에 배치되었다. 연합군의 구주쿠리 해변, 사가미만, 가시마탄으로의 상륙을 저지하기 위해 부대를 정비하였다. 쓰쿠바산 동부와 다마강 서부에 엄폐호를 만들면서 전투에 대비하다가 종전을 맞이하였다.

## 구조

### 지휘부
사단장
1. 중장 호시노 도시모토; 1942년 9월 1일 ~ 1945년 6월 15일[1]
2. 중장 호소미 고레오;  1945년 6월 15일 ~ 종전[2]

참모장
1. 중좌/대좌 기요미즈 가오루; 1942년 7월 19일 ~ 종전[3]

### 소속
- 기갑군, 1942년 7월 4일
- 제36군, 1945년 3월

### 전투 서열
초기
- 전차 제1여단
  - 전차 제1연대
  - 전차 제5연대
- 전차 제2여단
  - 전차 제3연대
  - 전차 제9연대
- 기동보병 제1연대
- 기동포병 제1연대
- 사단 속사포대
- 사단 수색대[fn 1]
- 사단 방공대[fn 2]
- 사단 공병대
- 사단 정비대
- 사단 치중병대
- 사단 통신대

종전
- 전차 제1연대 (후쿠오카)
- 전차 제5연대 (후쿠오카)
- 기동보병 제1연대 (쿠루메)
- 기동포병 제1연대 (후쿠오카)
- 사단 속사포대
- 사단 공병대
- 사단 정비대
- 사단 치중병대
- 사단 통신대

## 기록

### 계보
- 1938년 3월 1일, 第1戦車団 だいいちせんしゃだん[*]
→제1전차단
- 1942년 4월 1일, 戦車第1師団 せんしゃだいいちしだん[*]
→전차 제1사단

### 전쟁/전투
- 할힌골 전투 (제1전차단)
- 대륙타통작전
- 결호 작전

## 참고

### 인용
1. ↑  Toyama 1981, 331쪽.
2. ↑  Toyama 1981, 336-337쪽.
3. ↑  Toyama 1981, 451쪽.
4. ↑  《軍令陸第42号》 (일본어), 1942년 6월 24일

### 자료
- Drea, Edward J. (1998). 〈Japanese Preparations for the Defense of the Homeland & Intelligence Forecasting for the Invasion of Japan〉. 《In the Service of the Emperor:  Essays on the Imperial Japanese Army》 (영어). University of Nebraska Press. ISBN 0-8032-1708-0.
- Frank, Richard B. (1999). 《Downfall: The End of the Imperial Japanese Empire》 (영어). New York: Random House. ISBN 0-679-41424-X.
- Jowett, Bernard (1999). 《The Japanese Army 1931-45 (Volume 2, 1942-45)》 (영어). Osprey Publishing. ISBN 1-84176-354-3.
- Madej, Victor (1981). 《Japanese Armed Forces Order of Battle, 1937-1945》 (영어). Game Publishing Company. ASIN B000L4CYWW.
- Rottman, Gordon L.; Takizawa, Akira (2008). 《World War II Japanese Tank Tactics》 (영어). Osprey Publishing. ISBN 978-1846032349.
- Skates, John Ray (1994). 《The Invasion of Japan: Alternative to the Bomb Downfall》 (영어). New York: University of South Carolina Press. ISBN 0-87249-972-3.
- Tomczyk, Andrzej (2007). 《Japanese Armor Vol. 5》 (영어). AJ Press. ISBN 978-8372371799.
- 秦郁彦 (2005). 《日本陸海軍総合事典》 (일본어) 2판. 東京大学出版会.
- 外山操 (1987).  森松俊夫, 편집. 《帝国陸軍編制総覧》 (일본어). 芙蓉書房.
- 外山操 (1981). 《陸海軍将官人事総覧 陸軍篇》 (일본어). 芙蓉書房.
- 《太平洋戦争師団戦史》. 別冊歴史読本 戦記シリーズNo.32 (일본어). 新人物往来社. 1996.